# Armée nationale indienne
Ne doit pas être confondu avec Forces armées indiennes.
Pour les articles homonymes, voir INA (homonymie).
L'Armée nationale indienne (hindi : Azad Hind Fauj, आज़ाद हिन्द फ़ौज, anglais : Indian National Army ou INA) était une force armée fondée en 1942 par des indépendantistes indiens, qui s'allièrent au Troisième Reich et à l'empire du Japon durant la Seconde Guerre mondiale, avec pour finalité de renverser le Raj britannique et d'obtenir l'indépendance de l'Inde.

## La Première armée nationale indienne
Le Japon et l'Asie du Sud-Est avaient été un refuge pour les indépendantistes indiens poursuivis par les Britanniques. Sans avoir une vision bien claire de la politique à mener, l'armée japonaise avait créé dès le début du conflit un service spécial de renseignements appelé Fujiwara kikan du nom de son commandant, le major Fujiwara Iwaichi, qui avait pour mission de contacter les indépendantistes des différents pays sous domination étrangère : Indiens, Indonésiens sous domination néerlandaise, Chinois d'Outre-mer.
Après la bataille de la Malaisie et celle de Singapour, ce service réussit par ses contacts avec les deux leaders indépendantistes Rash Behari Bose (en) et Gurbaksh Singh Dhillon (hi) et le major Mohan Singh Deb (1909–1989) à créer en août 1942 la First Indian National Army, la Première armée nationale indienne, considérée comme la branche armée de l'Indian Independence League. Elle était constituée de près de 40 000 prisonniers de guerre indiens de l'Armée des Indes britanniques. S'y ajoutèrent, ensuite, des expatriés indiens de Malaisie et de Birmanie. 
Des dissensions apparurent rapidement, non seulement entre Mohan Singh et Rash Behari Bose, mais, aussi avec l'état-major japonais. Mohan Singh fut arrêté par la police militaire japonaise et l'armée dissoute en décembre 1942.

## La seconde armée nationale indienne
De nombreux officiers et soldats renvoyés dans des camps de prisonniers avaient fait savoir qu'ils étaient prêts à rejoindre l'INA si son commandement était confié à Subhash Chandra Bose, déjà fondateur du corps indien de la Waffen SS et qui avait décidé de rejoindre le Japon. L'Armée nationale indienne devint la force armée officielle du Gouvernement provisoire de l'Inde libre, basé à Singapour. 
Les effectifs de l'Armée nationale indienne se montaient à environ 40 000 membres, répartis en trois divisions, subdivisées en régiments d'infanterie et de guérilla. Ses soldats furent employés dans des opérations de guérilla contre les Alliés durant la campagne de Birmanie à partir de février 1944. 
En mars 1944, des soldats des troupes indépendantistes indiennes accompagnèrent l'Armée impériale japonaise dans le cadre de son offensive en Inde, l'Opération U-Go. Ils participèrent à la bataille d'Imphal, qui se solda par un désastre pour les forces japonaises, et une retraite en Birmanie. 
Lors de la retraite japonaise de Birmanie, les soldats indiens indépendantistes durent effectuer une difficile retraite à pied à travers la Birmanie, subissant des attaques de l'Armée nationale birmane de Aung San et de l'Armée nationale révolutionnaire chinoise. 
L'Armée nationale indienne regroupa des Indiens de toutes origines, sans distinction de religions ou de castes. De manière inhabituelle pour une force armée asiatique de l'époque, l'Armée nationale indienne comptait un contingent féminin, le Rani of Jhansi Regiment, qui exécuta essentiellement des tâches d'infirmerie, commandé par Lakshmi Sahgal, ministre des droits de la femme dans le gouvernement de l'Inde libre et future candidate à la présidence de la République en 2002.

## Les procès
À la fin de la guerre, des procès furent intentés par les Britanniques, entre novembre 1945 et mai 1946, au Fort Rouge à Delhi contre les officiers capturés  de l'Armée nationale indienne  pour avoir mené la guerre contre le Roi-Empereur : le général Shah Nawaz Khan et les colonels Prem Sahgal, Gurbaksh Singh Dhillon, Habib ur Rahman, Fateh Khan Awan, parmi leurs défenseurs figuraient des figures indépendantistes et futurs dirigeants de l'Inde comme Jawaharlal Nehru, Tej Bahadur Sapru (en) et Bhulabhai Desai (en). Le Congrès national indien et la Ligue musulmane créèrent chacun un comité de Défense et de secours  pour les membres de l'INA. Le procès  provoqua la colère de la population et une révolte de l'armée indienne, ce qui probablement accéléra le processus d'indépendance du pays. Les inculpés furent relaxés, mais dégradés et chassés de l'armée britannique, sans droit à pension. Ils ne furent pas réintégrés dans l'armée indienne après l'indépendance.

## Postérité
Après l'indépendance d'anciens membres de l'INA occupèrent des places importantes dans la vie publique indienne comme Lakshmi Sahgal, candidate à la présidence de la République en 2002.

## Hommage
En 1947, la première flamme postale indienne reprit la devise de l'INA Jai Hind जय हिंद et une première série de timbres fut émise en août. En 1968 et 1993 deux timbres furent émis pour célébrer les 25e et 50e anniversaires de la création de l'Azad Hind
En 1981, la chaise sur laquelle était assis Bose lors de la création de la Banque du  Gouvernement provisoire de l'Inde libre, le 5 avril 1944 a été installée  au Fort rouge à Delhi, lieu symbolique de l'indépendance de l'Inde et pour l'armée nationale.
En 1995, le  National Heritage Board indien inaugura une plaque commémorative sur le site de l'ancien monument au soldat inconnu de l'INA dont Chandra Bose avait posé la première pierre le 8 juillet 1945 (Esplanade Park Singapour), et qui avait été détruit sur instruction de Lord Mountbatten par les troupes britanniques lors de la reconquête de Singapour. Le monument porte la devise : Ittefaq (Unité), Etmad (Foi) et Kurbani (Sacrifice).

## Illustrations

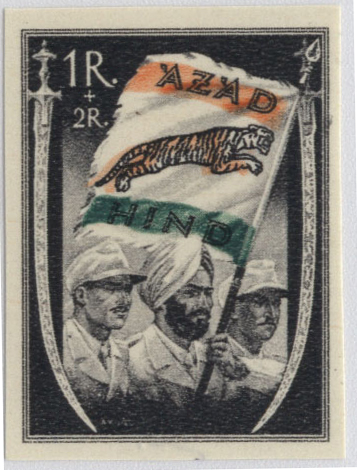
Projet de timbre de l'Allemagne nazie sur l'armée nationale indienne.
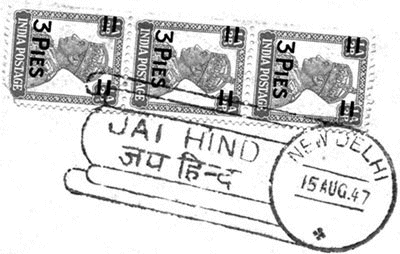
Flamme postale, 1947.